# Liturgische processie

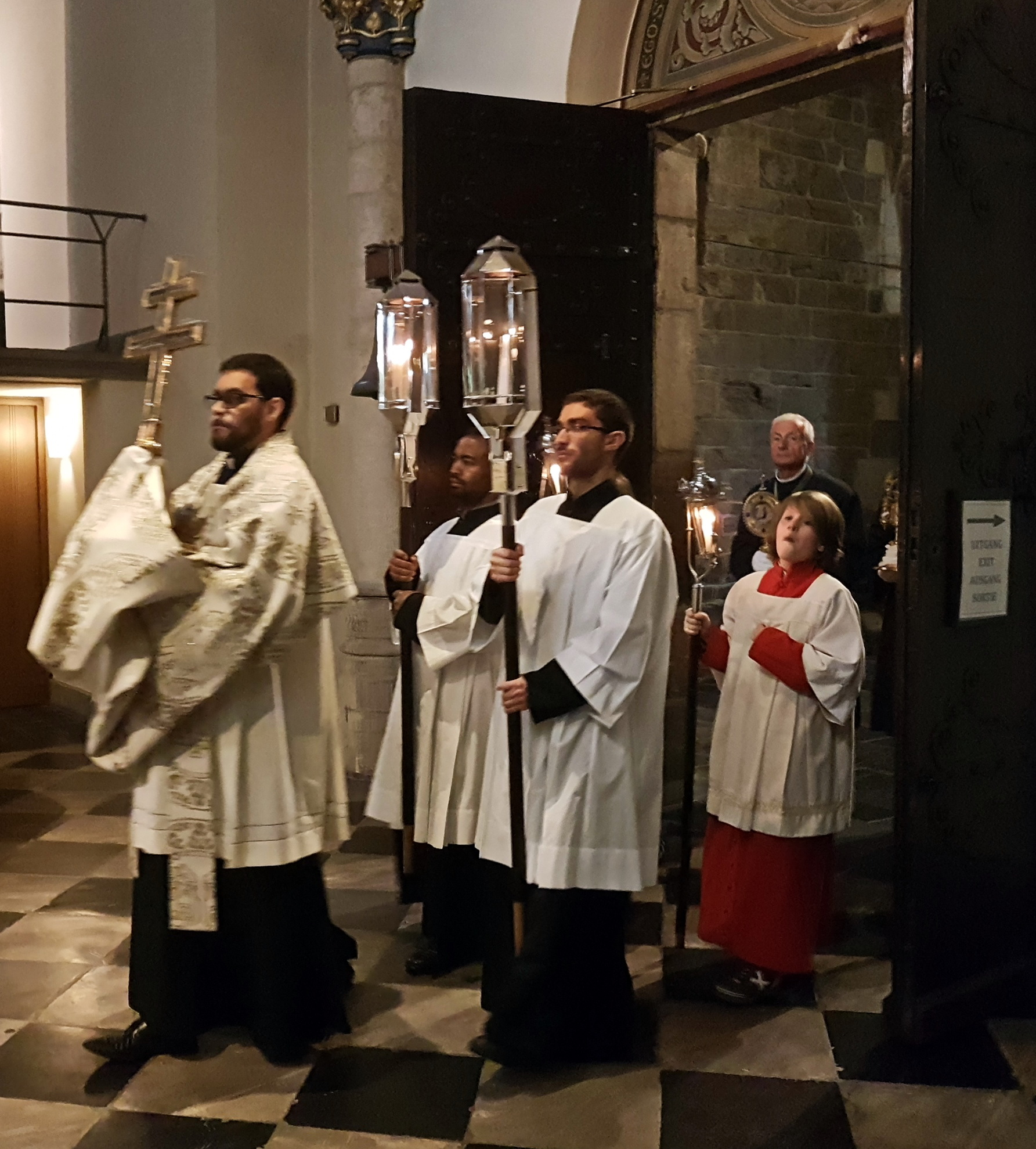
Processie met Patriarchaalkruis en flambouwen in de Sint-Servaasbasiliek tijdens de Heiligdomsvaart van Maastricht (2018)

Een liturgische processie is in de Rooms-Katholieke Kerk of Oosterse kerken een processie die onderdeel is van de liturgie. Meestal maken één of meerdere bisschoppen of priesters deel uit van de stoet, vaak vergezeld van misdienaars of acolieten, soms gevolgd door anderen. Voorop loopt vaak een misdienaar met een processiekruis, soms worden kaarsen of flambouwen meegedragen. Een liturgische processie vindt meestal binnen een kerkgebouw plaats, of in de directe omgeving ervan. Dit in tegenstelling tot een ommegang, die altijd buiten de kerk voert.

## Vormen van liturgische processies

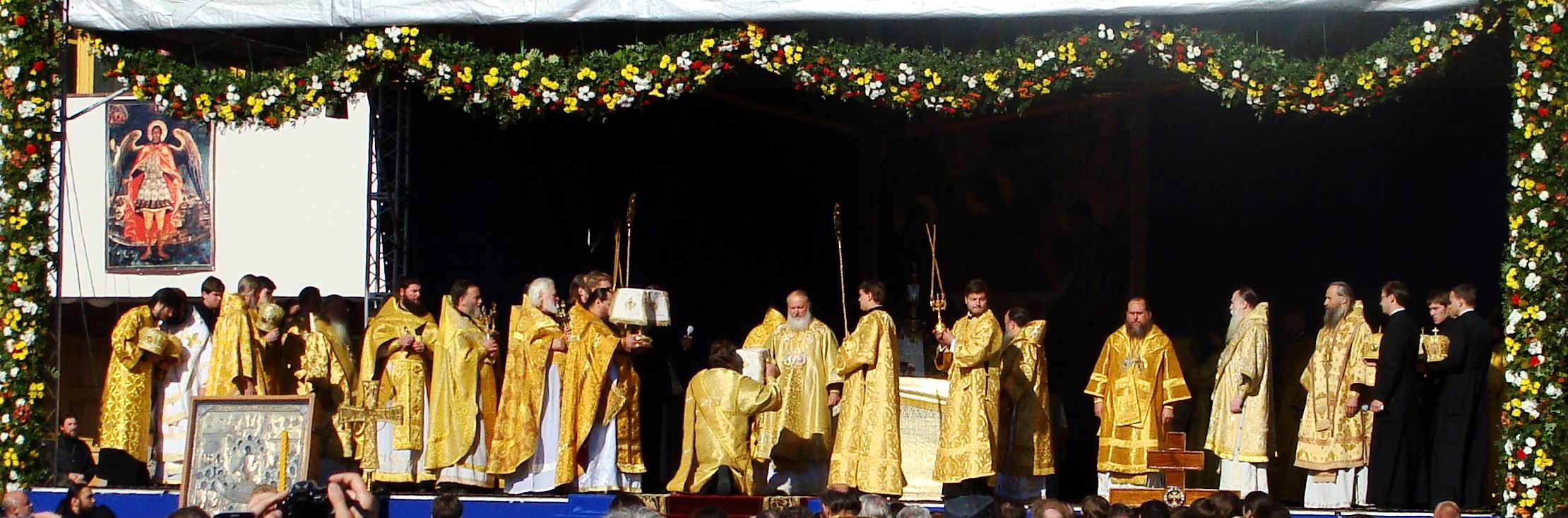
Russisch-Orthodoxe intredeprocessie in de Kathedraal van de Drie-eenheid in Archangelsk (2009)

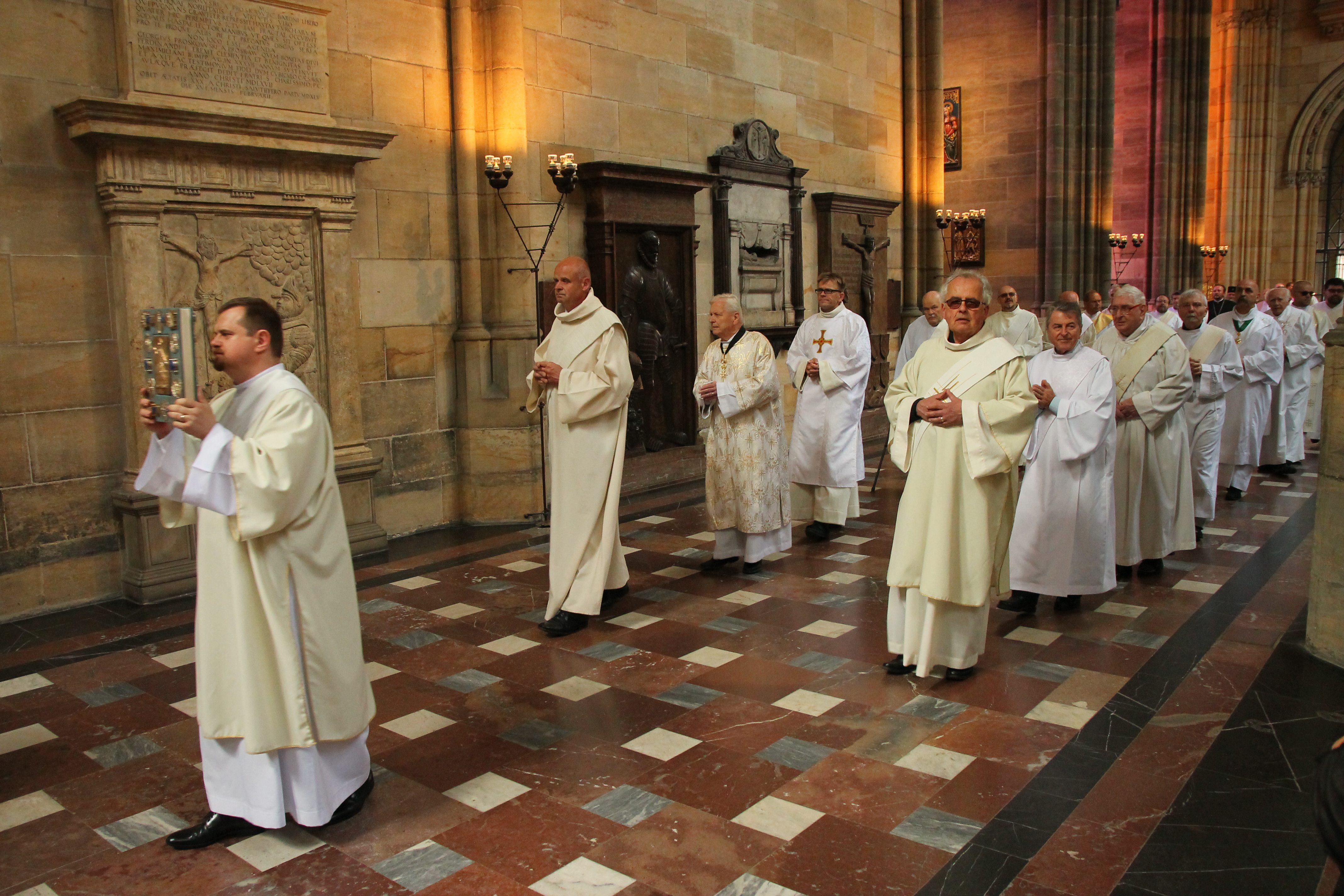
Processie met evangelieboek bij een bisschopswijding in de Sint-Vituskathedraal in Praag (2018)

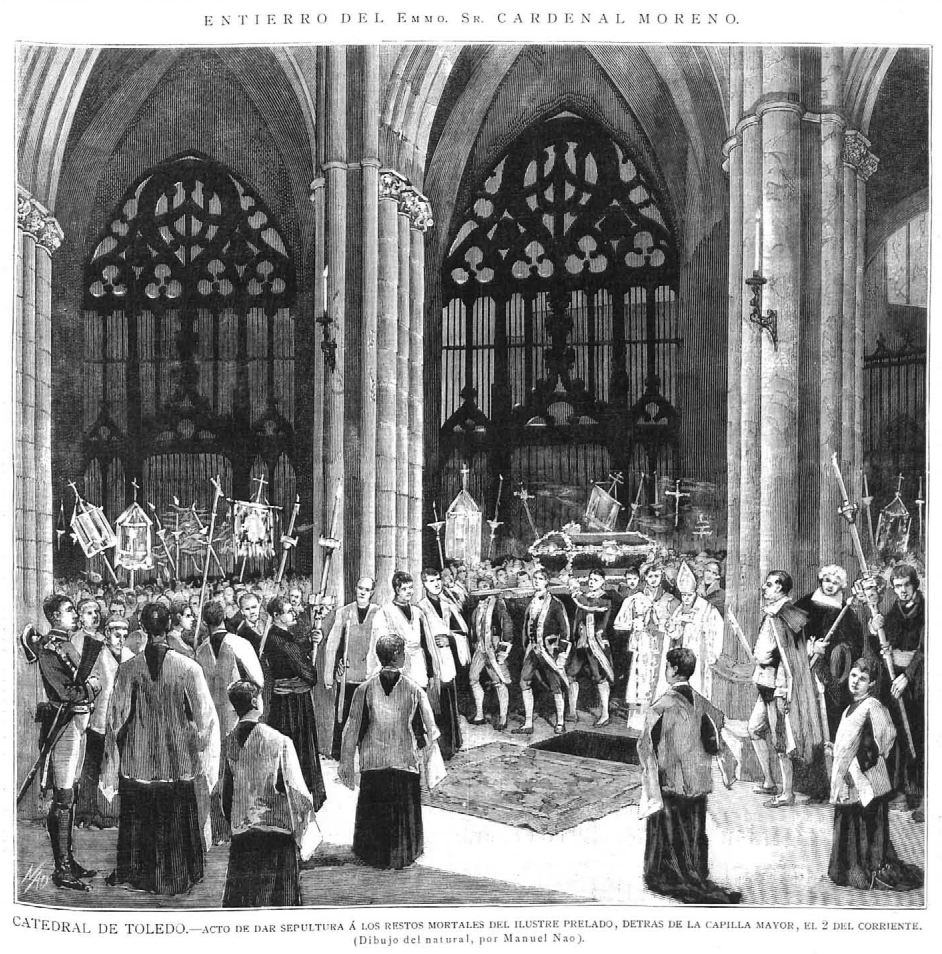
Rouwstoet van kardinaal Moreno in de kathedraal van Toledo (1884)

Afhankelijk van de functie in de liturgie zijn de volgende vormen te onderscheiden:
- Intredeprocessie, soms introïtus of intrada genoemd: de plechtige binnenkomst van de priester met eventuele andere celebranten, diakens, acolieten en misdienaars bij aanvang van de mis. Het koor zingt hierbij het Introitus, een Gregoriaanse antifoon. De gelovigen staan. Op hoge kerkelijke feestdagen of bij pontificale hoogmissen begint de intrede achter in de kerk, bij grote kerken soms vanaf de kloostergang. Meestal loopt een acoliet met het processiekruis voorop, soms ook met flambouw- en roededragers. Via het middenpad en de koortrappen wordt het priesterkoor bereikt. Pas dan gaat het volk zitten.[1] Tijdens een intredeprocessie binnen de tridentijnse ritus loopt de thuriferarius voorop met het wierookvat, met rechts van hem zijn assistent; de navicularius met het scheepje. Daarna volgt de croceferarius, die aan beide zijden wordt vergezeld door ceroferarii (die tevens acolieten 1 en 2 zijn in de H. Mis). Daarachter de ceremoniarius, de subdiaken, de diaken en tot slot de celebrant. In de oosters-orthodoxe liturgie is de intrede het moment waarop de priester en zijn gevolg via de Heilige Deur het Allerheiligste betreedt.
- Uitgangsprocessie of extrada: het plechtige vertrek van de deelnemers aan de intredeprocessie na afloop van de mis, soms met het doel om de processie buiten voort te zetten, die dan het karakter van een ommegang krijgt.
- Zondagse of Asperges-processie: zo genoemd naar het gebruik om tijdens deze processie de Gregoriaanse antifoon Asperges me ("besprenkel mij") ten gehore te brengen. Daarbij loopt de priester het middenpad van de kerk af, links en rechts de gelovigen besprenkelend met wijwater. Hij wordt daarbij geholpen door een acoliet die het wijwatervat draagt. De processie vindt meestal eenmaal per maand voor (soms na) de zondagse hoogmis plaats.[1]
- Neofietenprocessie: de stoet van priester, acolieten en pasgedoopte (neofiet) vanaf de doopkapel naar het priesterkoor, in geval van een kinderdoop uiteraard met de ouders.[1]
- Uitvaartprocessie: tweevoudige processie, deels buiten de kerk: van het huis van de overledene naar de kerk en van de kerk naar het kerkhof. In de kerk wordt de stoet begeleid door stemmige muziek, soms het Requiem aeternam uit de requiemmis, soms een dodenmars.[2]
- Huwelijksprocessie: bij kerkelijke huwelijken haalt de priester de bruid en bruidegom soms af bij het kerkportaal en vergezelt daarna de moeder naar het altaar.[3]
- Kerkwijdingsprocessie: deze processie vindt plaats bij de inwijding van een nieuwe kerk (of het opnieuw inwijden van een ontwijde kerk) en wordt in de regel geleid door de bisschop die de wijding uitvoert.[1] Na de restauratie van de Sint-Servaasbasiliek in Maastricht in de jaren 1980-90 moest de kerk in 1993 opnieuw worden ingewijd. Daarbij waren 12 bisschoppen aanwezig, die in openingen van de pijlers kruisjes met Heilig Oliesel aanbrachten.
- Calendariumprocessie: deze vindt plaats op een kerkelijke feestdag en wordt bepaald door de liturgische kalender, zoals vastgelegd in de Calendarium Romanae Ecclesiae. Dit type processies is in de meeste kerken in onbruik geraakt, maar in middeleeuwse klooster- en kapittelkerken waren ze zeer frequent, vooral in de Paastijd. Voorbeelden zijn de korte processies tijdens of na de mis op Witte Donderdag, Goede Vrijdag of Paaszaterdag (met de paaskaars naar de doopvont).[4] In de Sint-Servaaskerk trok het complete kapittel in de Paasnacht in processie naar de crypte, waar de deken een in doeken gewikkeld corpus van een crucifix ophaalde, dat de dag ervoor daar was neergelegd en dat vervolgens op het priesterkoor werd geplaatst.[5]
- Translatieprocessie: een processie waarbij de stoffelijke overblijfselen van een martelaar of heilige worden overgebracht naar een eervolle plaats in de kerk, meestal het altaar. In Rome gebeurde dat op deze manier vanaf de 7e eeuw.[6]
- Reliekenprocessie: processies waarbij relieken en reliekhouders worden meegedragen worden tegenwoordig meestal buiten de kerk gehouden. Vroeger vond een reliekentoning vaak in de kerk plaats, waarbij de dragers in een stoet vanuit de schatkamer naar het koor trokken. Tijdens de Heiligdomsvaart van Maastricht vinden beide types reliekenprocessies plaats.

Zeer korte processies, die beperkt blijven tot het priesterkoor of directe omgeving, worden meestal niet als zodanig aangemerkt. Daaronder vallen de intrede bij 'gewone' missen, het halen van het evangelieboek (soms met wijwatervat, wierookvat en kaarsen), de gang naar lezenaar of preekstoel en het ophalen van de gaven van brood en wijn voor de consecratie bij het hoofdaltaar.

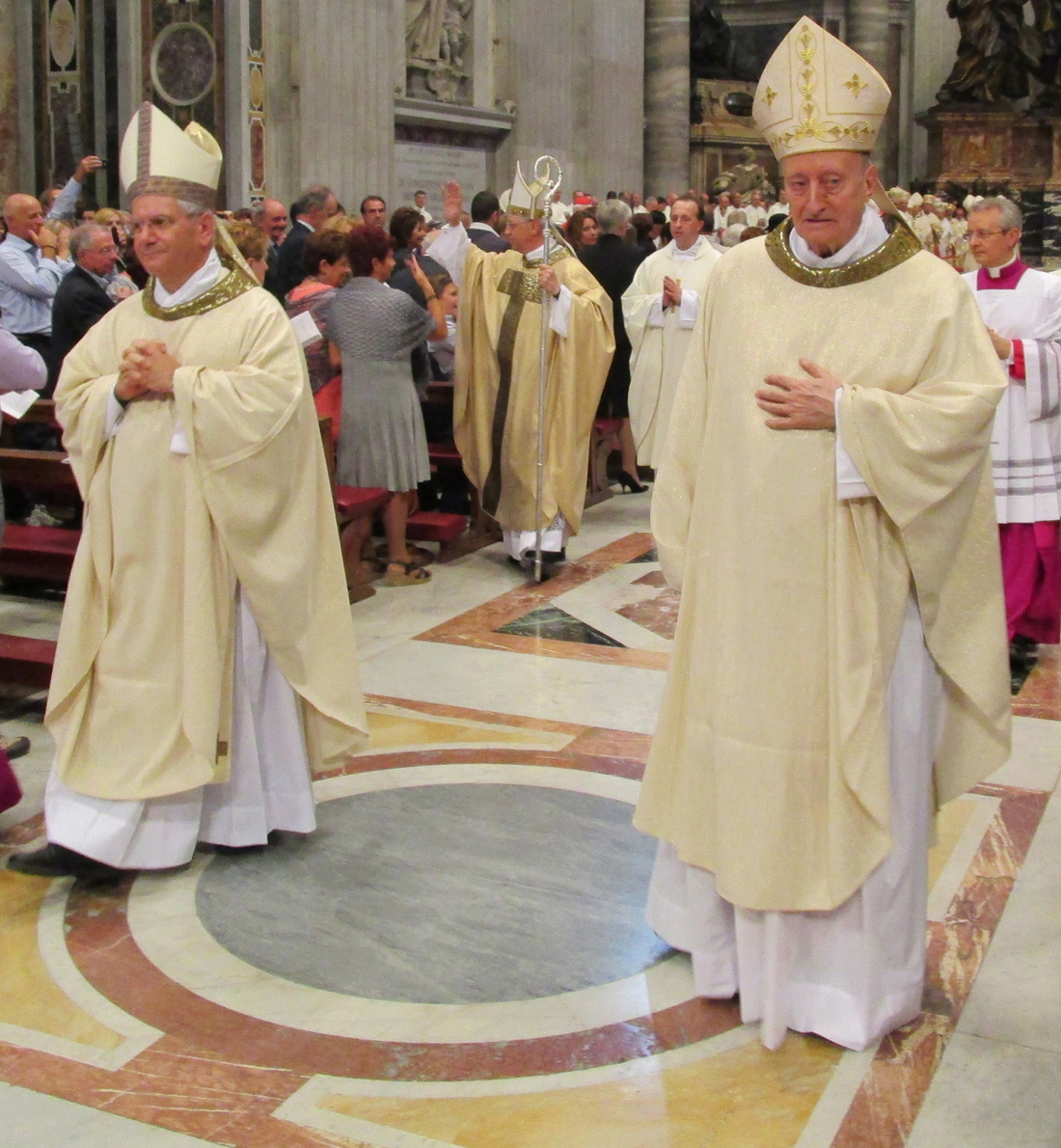
Intredeprocessie met bisschoppen, Sint-Pietersbasiliek, Rome
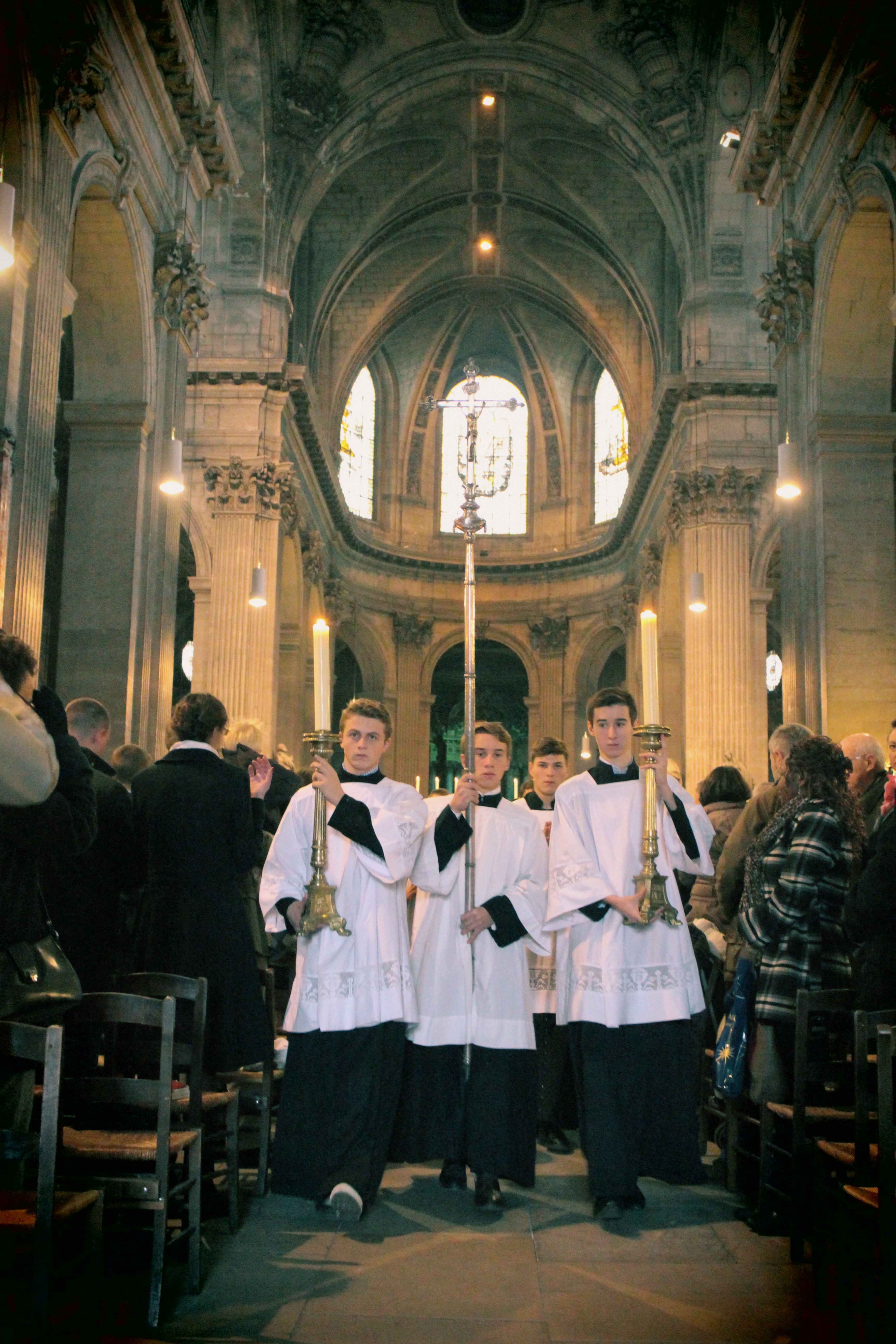
Uitgangsprocessie met processiekruis en kaarsen, Église Saint-Sulpice, Parijs
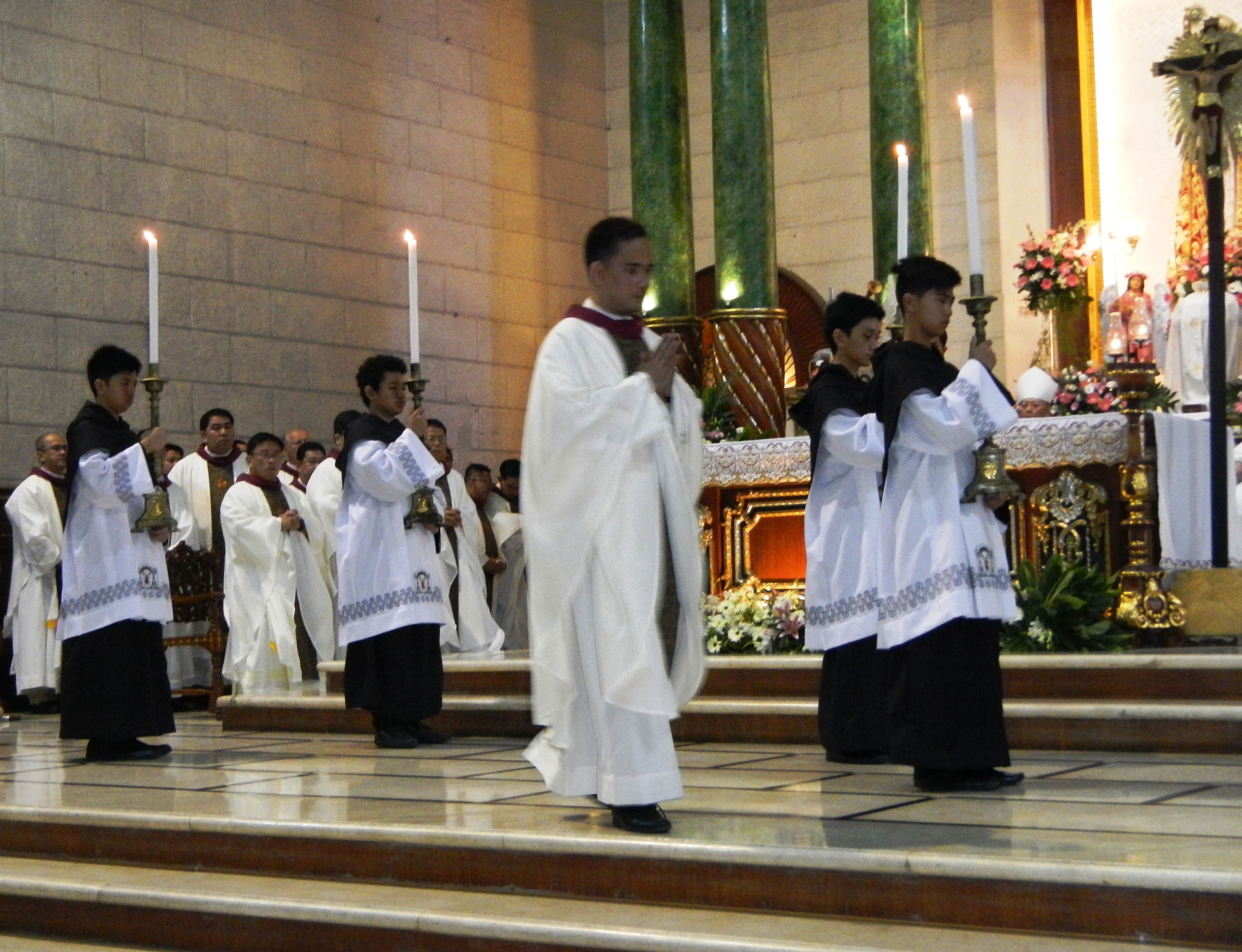
Misdienaars met kaarsen, St-Augustinuskerk, Baliuag (Filipijnen)
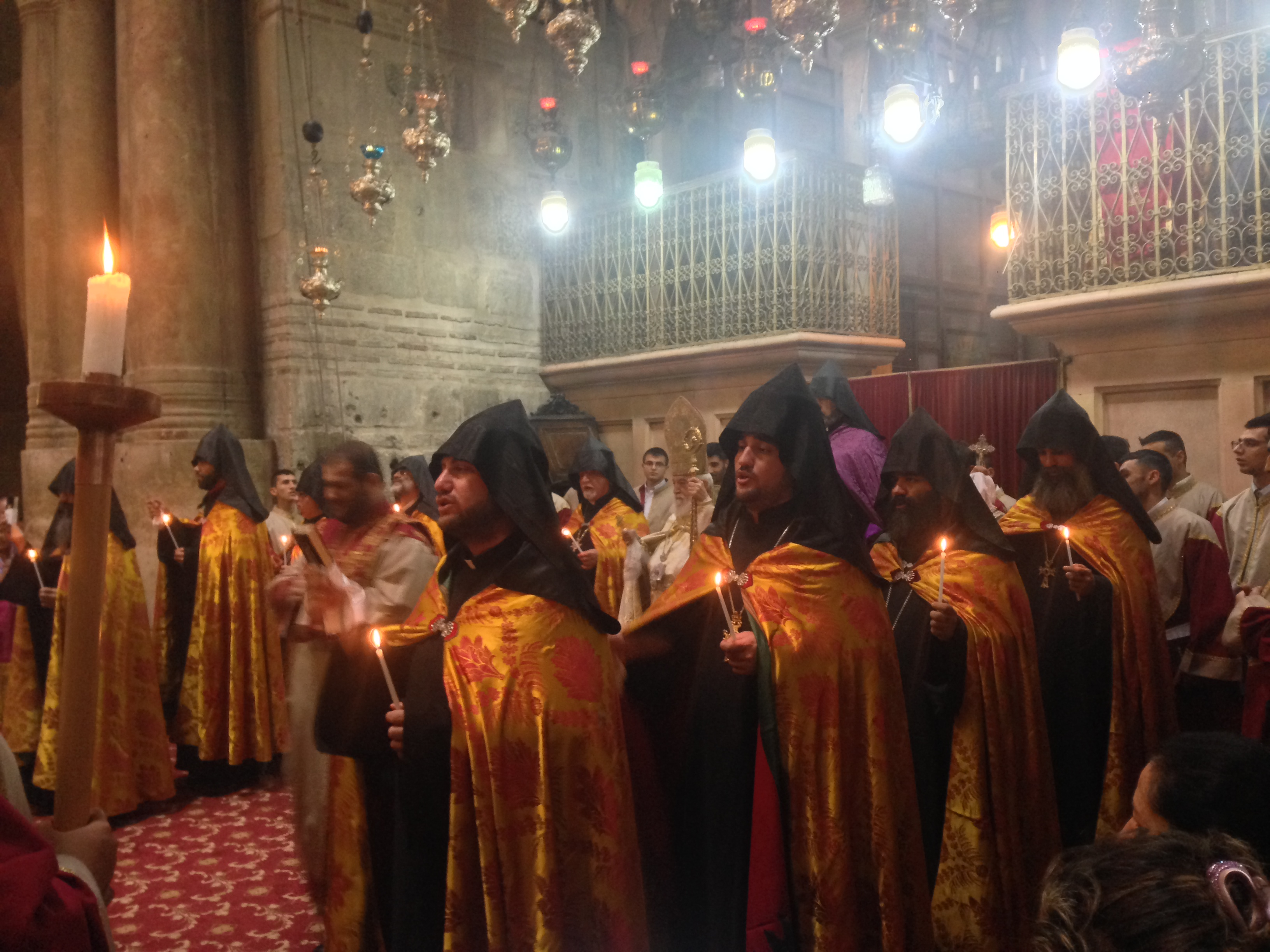
Armeens-apostolische processie in de Heilig Grafkerk in Jeruzalem